# Amata wuka
Amata wuka là một loài bướm đêm thuộc phân họ Arctiinae, họ Erebidae.